# Egoísta (canción)
«Egoísta» es el primer sencillo oficial de la cantautora mexicana Belinda para promocionar su tercer álbum de estudio titulado Carpe Diem, lanzado en marzo de 2010.

## Información
Primeramente se había dicho que Culpable sería el primer sencillo del álbum, pero Belinda, a través de su videochat en Twitter, confirmó que sería Egoísta, siendo este lanzado el 8 de febrero del 2010 en las radios del mundo. La canción cuenta con la colaboración del rapero Pitbull. Belinda usa el efecto Auto-Tune en sus voces.

### Censura
En algunas radios, como en Radio Disney Argentina han sido censuradas palabras como "morfina" y "maldito", así como "cro-magnón" debido a que esta última pudiera relacionarse con la tragedia ocurrida el 30 de diciembre de 2004 en la discoteca República Cromañón.

### Adaptaciones
- "Egoísta" - Tamta con Isaias Matiaba (griego)[8]
- "Egoísta" - Junior Tozo (portugués)

## Sencillo

Pitbull, participa en la canción.

### Lanzamiento y promoción
La canción fue lanzada oficialmente en las radios el 8 de febrero del 2010, sin embargo dos días antes, el 6 de febrero, pudo ser escuchada en algunas radiofusoras de México, y pudo ser descargada legalmente a partir del 22 de febrero por iTunes.
Se lanzó un sencillo promocional con la misma portada que la descarga digital, el cual contiene un solo tema.

#### Fechas de lanzamiento
| Región  | Fecha                 | Formato          | Discográfica  |
| ------- | --------------------- | ---------------- | ------------- |
| Mundial | 8 de febrero de 2010  | Radiodifusión    | Capitol Latin |
| Mundial | 22 de febrero de 2010 | Descarga digital | Capitol Latin |

#### Lista de canciones
CD Sencillo
1. "Egoísta" (con Pitbull) — 3:24

Descarga digital
1. "Egoísta" (con Pitbull) — 3:24

## Video musical

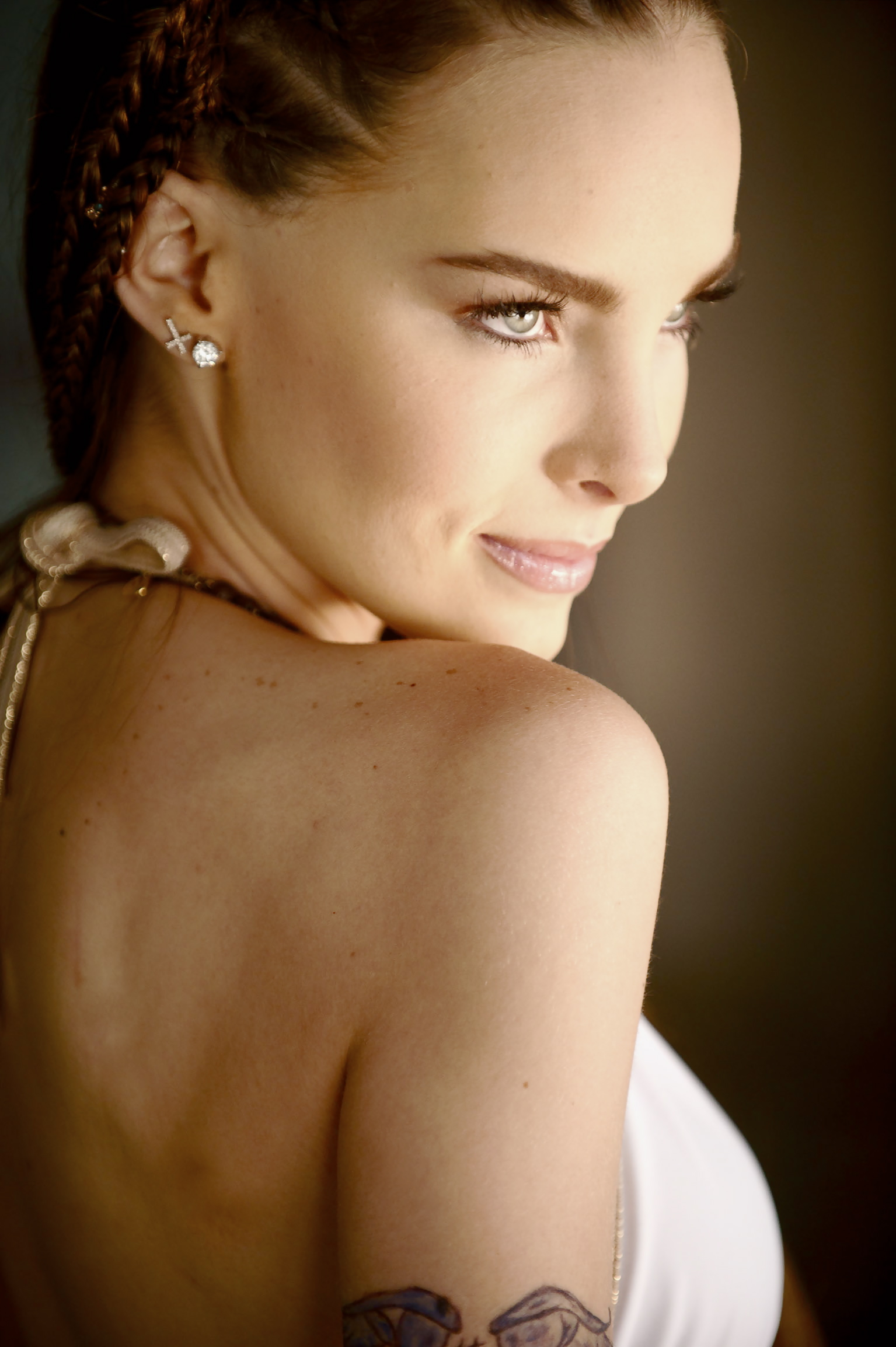
Belinda en el video de "Egoísta".

El vídeo musical fue filmado en la Ciudad de México junto a Pitbull, por lo que Belinda trabajó más de un mes montando la coreografía del tema, bajo la dirección coreográfica de la maestra Guillermina Gómez, con quien ya había trabajado en los videos "Lo Siento" y "Boba Niña Nice", y la coreografía creada por Quik en Danza 3 Studio. El videoclip iba a ser realizado originalmente por Fernando Lebrija, pero debido a cambios, fue dirigido por Julio Carlos, y con la dirección fotográfica de Vance Burberry, quien ha trabajado con artistas como Madonna, Britney Spears y Celine Dion. La filmación fue una coproducción anglo-mexicana bajo la producción ejecutiva de la cantante y su padre Nacho Peregrín. La realización del video se llevó a cabo de manera simultánea en español y en inglés, al lado del director fotográfico y cinematógrafo Vance Burberry, ayudado por Julio Carlos y Khristian Olivares, egresados de la Universidad Iberoamericana. El guion fue coescrito por Belinda, Daniel Shain y Nacho Peregrín.
Belinda estuvo envuelta en el proceso creativo en todo momento, tanto en el guion, la idea, estética, coreografía, el estilismo, arte y cada detalle de la producción y dirección. El escenario consta de un castillo estilo gótico y con diversas cortinas en colores rosa y rojo, también cuenta con la compañía de ocho bailarinas, dos perros y además de Pitbull. Los efectos visuales fueron realizados por la compañía Voodoo FX.

El concepto es diferente, intentamos no hacerlo como canción tipo urbano, es "super cool", pues se supone que Pitbull es como una pintura que controla todo el lugar y todo lo que hay, es como el dueño del egoísmo y nos reclama las cosas.
Belinda

### Versión del director
Una "versión del director" del video fue lanzada el 2 de julio a través de la cuenta oficial de EMI Music en YouTube, y contiene algunas escenas diferentes a la primera versión del video que fueron cortadas por ser de un contenido más fuerte.

### Lanzamiento y promoción
El 19 de mayo se publicó un teaser del detrás de cámaras del video en la cuenta oficial de Belinda en YouTube.
El videoclip se había anunciado se estrenaría el 14 de junio, pero Belinda publicó a través de su cuenta de Twitter retrasos, y fue estrenado mundialmente 21 de junio en la cuenta oficial de YouTube de EMI Music, y horas más tarde en la de la cantante. El video se estrenó en diferentes canales de televisión el 22 de junio, y pudo ser adquirido en su versión digital a partir de esa fecha.

#### Fechas de lanzamiento
| Versión        | Fecha               | Formato          | Discográfica  |
| -------------- | ------------------- | ---------------- | ------------- |
| Español        | 21 de junio de 2010 | Radiodifusión    | EMI           |
| Español        | 21 de junio de 2010 | Descarga digital | EMI           |
| Director's Cut | 3 de julio de 2010  | Difusión         | EMI           |
| Director's Cut | 12 de julio de 2010 | Descarga digital | Capitol Latin |

### Posiciones del vídeo
| Lista (2010)                        | Posición |
| ----------------------------------- | -------- |
| Los 10 + Pedidos MTV Sur            | 1        |
| iTunes México                       | 1        |
| Los 10 primeros México              | 2        |
| POPline Brasil                      | 1        |
| Videoclips Top 40                   | 6        |
| Top 20 MTV Tr3s                     | 6        |
| MTV Top 20 España                   | 5        |
| HTV - Hot Ranking Parade            | 20       |
| Lo que te pica                      | 7        |
| Listas de fin de año                |          |
| Los 100 + Pedidos del 2010 (Norte)  | 65       |
| Los 100 + Pedidos del 2010 (Centro) | 36       |
| Los 100 Primeros del 2010           | 31       |
| MTV Tr3s Top 50 Rolas 2010          | 6        |

## Posicionamiento en listas
| Listas (2010/11)                            | Mejor posición |
| ------------------------------------------- | -------------- |
| Estados Unidos (Hot Latin Songs)            | 28             |
| Estados Unidos (Latin Pop Songs)            | 18             |
| Estados Unidos (Tropical Songs)             | 29             |
| Estados Unidos (Latin Rhythm Airplay)       | 9              |
| Estados Unidos (Latin Rhythm Digital Songs) | 6              |
| Estados Unidos (Latin Digital Songs)        | 17             |
| Estados Unidos (Latin Pop Digital Songs)2   | 1              |
| México (Monitor Latino)                     | 5              |
| México (Monitor Latino Pop)                 | 4              |
| Venezuela (Record Report Top 200            | 71             |

## Premios y nominaciones
2010
- Premios Monitor Latino a la Música - Colaboración Especial - Nominada[39]
- Premios People en Español - Mejor canción del año - Nominada[40]
- Premios People en Español - Vídeo del año - Ganadora[41]
- Premios Quiero - Mejor Video Artista Femenino - Nominada[42]

2011
- Premios Lo Nuestro - Video del año - Ganadora[43]

## Egoísta (English Version)
Se grabó una versión en inglés el marzo de 2010 en Los Ángeles, California, salió a la venta en iTunes y otras tiendas el 28 de junio de 2010. En esta versión, de igual manera, participa Pitbull, con las mismas estrofas en español que en la versión original, en tanto las estrofas de Belinda son en inglés, exceptuando la palabra "Egoísta" y la frase "Maldito Chiquitín".

### Fechas de lanzamiento

#### Canción
| Región  | Fecha               | Formato          | Discográfica  |
| ------- | ------------------- | ---------------- | ------------- |
| Mundial | Mayo de 2010        | Airplay          | Capitol Latin |
| Mundial | 28 de junio de 2010 | Descarga digital | Capitol Latin |

#### Video
| Fecha                | Formato          | Discográfica  |
| -------------------- | ---------------- | ------------- |
| 26 de julio de 2010  | Airplay          | EMI           |
| 16 de agosto de 2010 | Descarga digital | Capitol Latin |

### Lista de canciones
Descarga digital
1. "Egoísta (English Version)" (con Pitbull) — 3:24

## Créditos
- Escritores: Belinda Peregrín, Nacho Peregrín, Jimmy Harry, Armando Pérez, Jessie Malakouti (sólo en la versión en inglés).
- Productor: Jimmy Harry.
- Ingenieros: Jimmy Harry, Chris Fudurich y Rogelio Gómez.
- Mezclas: Jimmy Harry y Chris Fudurich.
- Masterización: Robert Vosgien, Capitol Mastering, Hollywood, CA.
- Publicado por EMI Music Publishing.